# Saint-Vincent-des-Landes
Saint-Vincent-des-Landes är en kommun i departementet Loire-Atlantique i regionen Pays de la Loire i nordvästra Frankrike. Kommunen ligger i kantonen Derval som tillhör arrondissementet Châteaubriant. År 2022 hade Saint-Vincent-des-Landes 1 527 invånare.

## Befolkningsutveckling
Antalet invånare i kommunen Saint-Vincent-des-Landes
| Referens: INSEE |